# كلازوميناي
كانت كلازوميناي (باللغة اليونانية القديمة: Κλαζομεναί) أو Clazomenae مدينة يونانية قديمة على ساحل إيونيا وكانت عضو في الرابطة الأيونية. كانت واحدة من أوائل المدن التي أصدرت العملة الفضية. تقع أطلالها الآن في مدينة أورلا الحديثة بالقرب من إزمير في مقاطعة إزمير في تركيا.(بالإغريقية: Κλαζομεναί)‏

## موقعها
تقع كلازوميناي في أورلا الحديثة (Vourla (υρλάουρλά) باليونانية) على الساحل الغربي للأناضول، وعلى الساحل الجنوبي لخليج ازمير، على بعد حالي 20 ميلا إلى الغرب من ازمير. كانت المدينة تقع أصلاً في البر الرئيسي، ولكن على الأرجح خلال الثورة الأيونية على الفرس في أوائل القرن الخامس، تم نقلها إلى جزيرة تقع قبالة الساحل مباشرةً، والذي ربطها الإسكندر الأكبر في نهاية المطاف بالبر الرئيسي بجسر. إن موقع المدينة حول المرفأ المدعوم بسهل ساحلي وتلال منخفضة إلى الجنوب، يوفر عددًا من المواقع للاستيطان، وعلى هذا النحو انتقلت المستوطنات من موقع إلى آخر بمرور الوقت. ويظهر هذا في جزيرة كارانتينا، والتي تقع شمال منطقة المستوطنات، والتي استوطنت في بعض النقاط في تاريخ كلازوميناي.

## ميثولوجيا
تظهر عملة فضية في كلازوميناي يظهر رأس أبولو، إله المدينة الرئيسي. ووفقاً للأسطورة، فإن البجعات كانت تجر عربة يقودها أبولو كل عام إلى الجنوب من منزله الشتوي في أرض هايبر بورنز.لكن كلازوميناي كانت موطنا لأعداد كبيرة من البجع، ويعتقد أن الفعل klazo كان يستخدم لوصف نداء الطيور البرية. البجعة على وجه العملة تمثل كلا من رمز أبولو وتورية على اسم كلازوميناي.

## في العصور القديمة
على الرغم من عدم وجودها قبل وصول الأيونيين في آسيا، كان مؤسسوها الأصليون مستوطنين إلى حد كبير من فيليوس وكليونا. كان تقع في الأصل على المضيق الذي يربط البر الرئيسي مع شبه الجزيرة التي تقع فيها إريثراي. ولكن سكانها كانو منزعجين من فظائع الفرس، فأزيلت إلى واحدة من الجزر الصغيرة في الخليج، وهناك أسست مدينتهم. تم ربط هذه الجزيرة بالبر الرئيسى بواسطة الإسكندر الأكبر عن طريق جسر، ما زالت آثاره مرئية.
هاجم الملك الليدي ألياتس كلازوميناي في القرن السادس. خلال القرن الخامس خضعت لبعض الوقت للأثينيين، ولكن ثارت في منتصف الحرب البيلوبونيسية (412 ق.م.). مع ذلك بعد مقاومة وجيزة اعترف مرة أخرى بالتفوق الأثيني. في عام 387 قبل الميلاد، استولت بلاد فارس على كلازوميناي ومدن أخرى في آسيا، لكن المدينة استمرت في إصدار عملاتها الخاصة.
الفيلسوف أناكساغوراس (c. 510 - 428 قبل الميلاد)، غالبًا ما لقب بـ «أناكساغوراس كلازوميناي»، ولد في كلازوميناي، كما كان في وقت سابق الفيلسوف Hermotimus من كلازوميناي.
تحت حكم الرومان أدرجت كلازوميناي في إقليم آسيا، وتمتّعت بحصانة من الضريبة.
أصبحت كلازوميناي في وقت مبكر أسقفية مسيحية. أسقفها يوسابيوس شارك في مجمع أفسس في 431 ومجمع خلقيدونية في 451.  ماكاريوس آخر شارك في مجمع القسطنطينية (869)، والذي ينظر إليه داخل الكنيسة الكاثوليكية باعتبارها المجمع المسكوني الثامن. على الرغم من أنها لا تزال موثقة في نهاية القرن الرابع عشر إلا أنها لم تعد أسقفية. وفقا لذلك يتم اعتبار كلازوميناي اليوم من قبل الكنيسة الكاثوليكية titular see.

## علم الآثار
يحتوي موقع Limantepe الذي يقع بالقرب من ميناء قديم، على حفريات بالغة الأهمية في العصر البرونزي، ومن الآثار البارزة يو كمية مواقع الدفن القديمة المتغيرة، فضلاً عن الأدلة على الممارسات المرتبطة بها بالقرب منها. أحد التفسيرات المحتملة لذلك هو أن هذه المواقع كانت تستخدم من قبل مجموعات اجتماعية مختلفة داخل المجتمع.
كانت المدينة تشتهر بإنتاج وتصدير زيت الزيتون وتابوت التراكوتا المطلي، والتي تعد أرقى آثار الرسم الأيوني في القرن السادس قبل الميلاد.
تم العثور على تابوت تراكوتا ملون وغطاءه، يزن وزنها حوالي 2 طن، على مقربة من كلازوميناي في أواخر القرن التاسع عشر..عمل يوناني قديم يرجع تاريخه إلى حوالي 500 قبل الميلاد، وتصور الأشياء الجنائزية مشاهد الحرب، وسباق العربات، والصيد بالإضافة إلى الأنماط الهندسية في جميع الأنحاء وهي الآن في مجموعة المتحف البريطاني.
وكان فيها أيضًا تنوع للـGarum.

## معصرة الزيتون القديمة

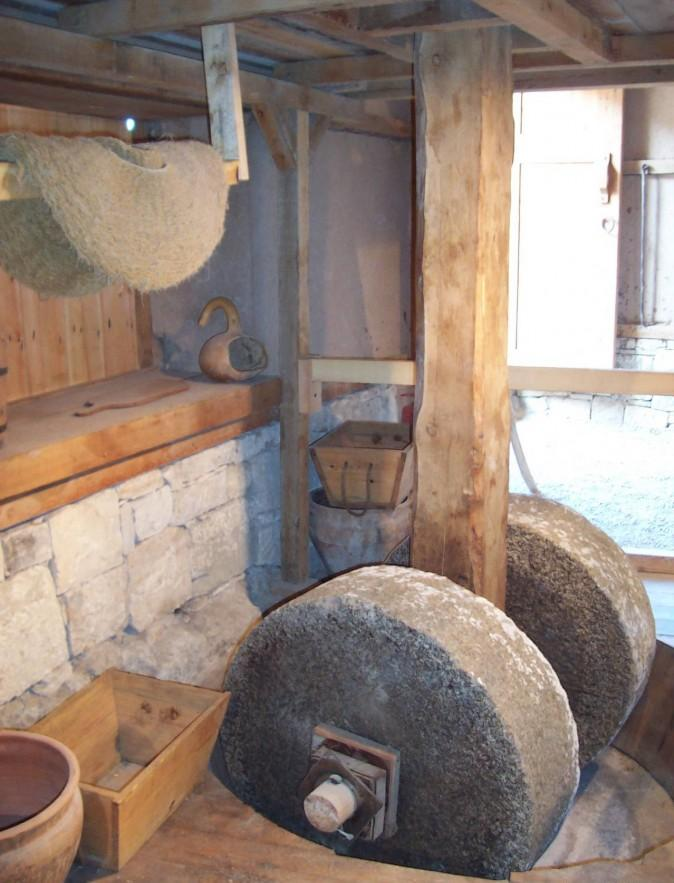
Olive oil extraction workshop at Klazomenai

يعتبر جهاز استخراج زيت الزيتون (işlik) الذي يعود تاريخه إلى الربع الثالث من القرن السادس قبل الميلاد الذي تم اكتشافه في كلازوميناي هو المثال الوحيد المتبقي من مدينة يونانية قديمة. تم ترميمه وإعادة بنائه في 2004-2005 من خلال التعاون بين جامعة Ege، وشركة تصدير زيت زيتون تركية وشركة مكونات مباني طبيعية ألمانية، وكذلك من قبل الحرفيين المحليين، على أساس الحجر الرملي المرئي بوضوح مع الأسطوانة الأسطوانية وثلاثة حفر الانفصال. تبين أن زيت الزيتون الذي تم الحصول عليه حقق نجاحًا كبيرًا من الناحية التجارية أيضًا. تقع معصرة زيت الزيتون التي أعيد بناؤها في موقع كلازوميناي في البر الرئيسي، في 38 ° 21′40.4 ″ N 26 ° 46′13.3 ″ E.[بحاجة لمصدر]

## الرواد الإقتصاديون
وفي حدث أشار إليه أرسطو، يظهر الكلزومينيون أيضًا كرواد اقتصاد في التاريخ الاقتصادي، حيث استخدموا سلعة أساسية وهي (زيت الزيتون)، بطريقة منظمة وعلى مستوى المدينة، لشراء سلعة أخرى وهي (قمح)، مع استرداد الفوائد على قيمة الأول. حوالي 350 قبل الميلاد، ومع المعاناة من نقص في الحبوب وندرة الأموال، أصدر حكام المدينة قرارًا يدعو المواطنين الذين لديهم مخازن من زيت الزيتون لإقراض المدينة بفوائد. تم تنظيم القرض واستأجروا السفن وأرسلوها إلى موانئ تصدير الحبوب واشتروا شحنة على الرهن المرهون بقيمة الزيت.